# Julita Wasilczuk
Julita Eleonora Wasilczuk (ur. 5 kwietnia 1965 w Gdańsku) – polska ekonomistka, profesor nadzwyczajny na Wydziale Zarządzania i Ekonomii Politechniki Gdańskiej, kierownik Zakładu Przedsiębiorczości, kierownik Katedry Przedsiębiorczości i Prawa Gospodarczego. Dziekan Wydziału Zarządzania i Ekonomii Politechniki Gdańskiej.

## Życiorys
W latach 1987–1991 studiowała na Wydziale Ekonomiki Transportu Uniwersytetu Gdańskiego (obecnie Wydział Ekonomii). Od 1993 zatrudniona na stanowisku asystenta na nowo utworzonym Wydziale Zarządzania i Ekonomii Politechniki Gdańskiej. W 1997 roku uzyskała stopień doktora nauk ekonomicznych na WZiE, a w 2006 doktora habilitowanego nauk ekonomicznych w dyscyplinie nauki o zarządzaniu na Wydziale Zarządzania Uniwersytetu Gdańskiego. Od 2009 roku profesor nadzwyczajny Politechniki Gdańskiej. W latach 2010–2012 profesor nadzwyczajny Wyższej Szkoły Humanistycznej w Gdańsku.
Kierownik współfinansowanego z funduszy unijnych projektu naukowego: EURO 2012 – szanse i zagrożenia dla Pomorza. Od roku 2008 koordynator projektu Students Entrepreneurial Attitude Survey (SEAS), którego celem jest analiza postaw przedsiębiorczych i ich zmian, wśród studentów kolejnych roczników, rozpoczynających i kończących proces kształcenia na WZiE.
Jako główny wykonawca uczestniczyła w międzynarodowym projekcie Akcja na rzecz Współpracy w zakresie Gospodarki (2004–2005) oraz krajowym NCN (2010–2015), a także w czterech edycjach badań panelowych wśród pomorskich przedsiębiorstw, pod nazwą Pomorskie Obserwatorium Gospodarcze (2006–2013).
Organizatorka i współorganizatorka Międzynarodowej Konferencji: ENTIME (Entrepreneurship in Modern Economy), odbywającej się od roku 2004 na Wydziale Zarządzania i Ekonomii. Założycielka i redaktor naczelny czasopisma naukowego Research on Enterprise in Modern Economy – theory and practice (Przedsiębiorstwo we współczesnej gospodarce – teoria i praktyka), jednego z czterech w Polsce zajmujących się przedsiębiorczością.
Członek redakcji naukowych czasopism krajowych i zagranicznych oraz rad i komitetów naukowych konferencji. Przewodnicząca rady naukowej międzynarodowej konferencji ENTIME organizowanej na wydziale zarządzania. Członek międzynarodowych stowarzyszeń naukowych: USASBE (2007–2008), od 2015: European Council of Small Business i International Council of Small Business.
Promotor dwóch (2016) prac doktorskich o tematyce związanej z zarządzaniem małymi firmami i przedsiębiorczością. Ta tematyka stanowi główny obszar zainteresowań badawczych.
Autorka i współautorka przeszło 100 publikacji (w tym w pięciu książek) z zakresu metodycznych aspektów badania przedsiębiorczości, przedsiębiorczości kobiet oraz wzrostu zatrudnienia w sektorze MSP.
Członek założyciel ogólnopolskiego stowarzyszenia Edukacja dla Przedsiębiorczości, przez trzy kadencje zasiadała w zarządzie. Członek założyciel i przewodnicząca Rady Naukowej Fundacji Rozwoju Myśli Ekonomicznej przy Wydziale Zarządzania i Ekonomii. Przez trzy kadencje członek zarządu Związku Harcerstwa Rzeczypospolitej na Pomorzu.
W latach 2009–2011 koordynatorka regionalna dwóch ogólnopolskich projektów dydaktycznych, w ramach których nieodpłatnie przeszkolono ponad 650 uczestników na studiach podyplomowych realizowanych na WZIE. Autorka specjalności: Przedsiębiorczość i marketing na drugim stopniu studiów Zarządzanie.
Od 2011 ekspert programowy i ekspert do spraw jakości Polskiej Komisji Akredytacyjnej. Ekspert dydaktyczny i naukowy w projektach krajowych dotyczących między innymi uznawalności kształcenia, wsparcia MSP oraz ustawicznego kształcenia zawodowego.
Od 2006 kierownik Zakładu Przedsiębiorczości działającego w ramach Katedry Ekonomii i Zarządzania Przedsiębiorstwem. Współzałożycielka Katedry Przedsiębiorczości i Prawa Gospodarczego, a od 2013 roku jej kierownik.
Od 1 września 2012 roku dziekan Wydziału Zarządzania i Ekonomii.
W 2018 roku została odznaczona złotym Krzyżem Zasługi.